# Beba Lončar
Desanka "Beba" Lončar, född 28 april 1943 i Belgrad, Jugoslavien, är en serbisk-italiensk skådespelerska.

## Roller i urval
- 1960 – Våldet får inte segra
- 1964 – Casanova '70
- 1964 – Röde Orm och de långa skeppen
- 1965 – Den vilda jakten på Cadillacen
- 1966 – Otrogen på italienska
- 1966 – The Boy Cried Murder
- 1967 – Skjut för att överleva
- 1969 – Some Girls Do
- 1980 – Fyra fräcka älskare